# 胀腹豆蟹
胀腹豆蟹（学名：Pinnotheres excussus）为豆蟹科豆蟹属的动物。

## 分佈
在中国大陆，分布于海南岛等地，生活环境为海水，常与加夫蛤屬物種共栖。